# Stefan Arsenijević

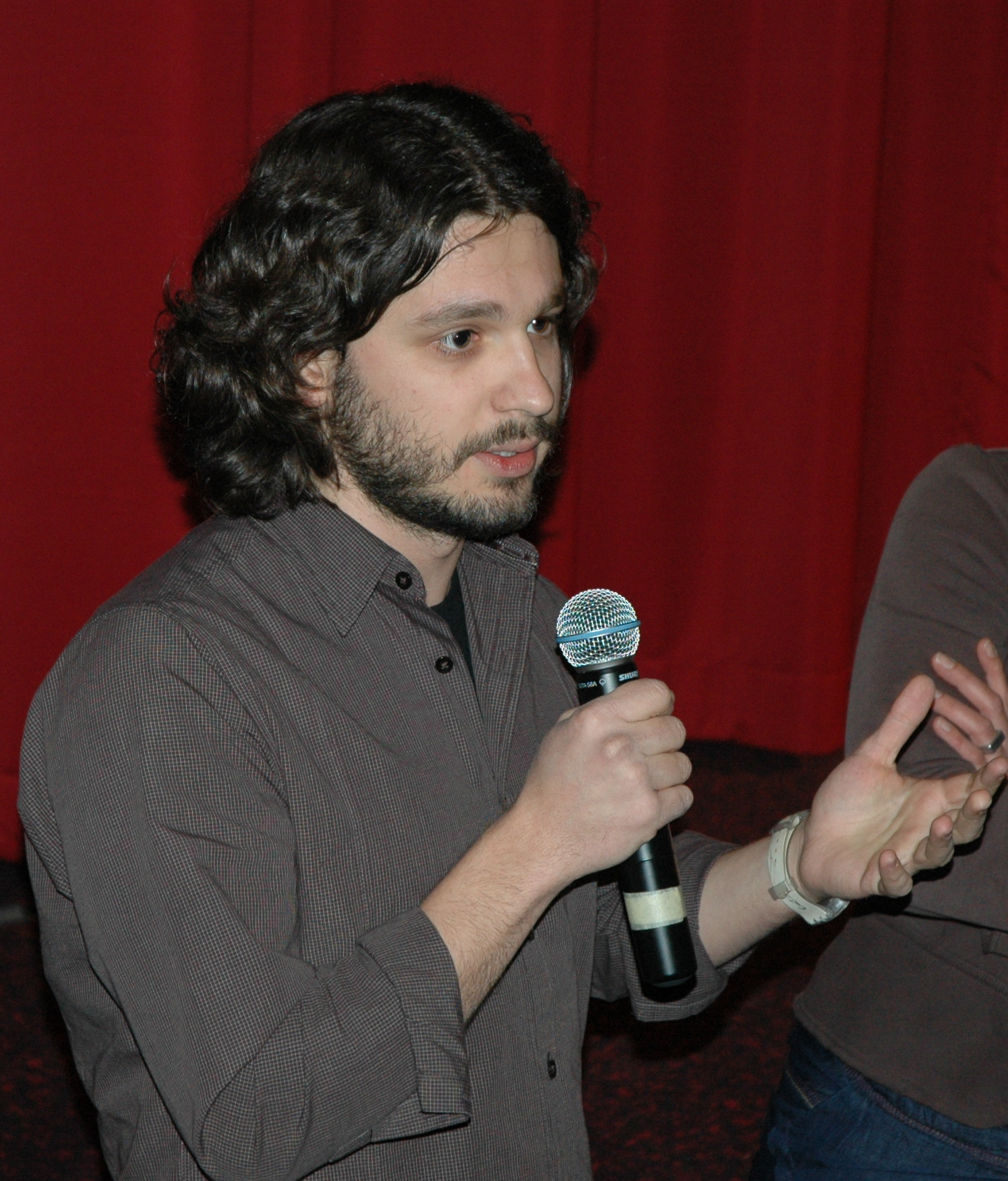
Stefan Arsenijević bei der Österreich-Premiere von Love and Other Crimes am Crossing Europe Filmfestival in Linz.

Stefan Arsenijević (serbisch-kyrillisch Стефан Арсенијевић; * 11. März 1977 in Belgrad, Jugoslawien) ist ein serbischer Filmregisseur und Drehbuchautor.

## Leben und Wirken
Arsenijević studierte Philosophie, Film- und Fernsehregie in Belgrad und begann Ende der 1990er-Jahre erste Kurzfilme zu inszenieren. Bereits sein erster Kurzfilm, The Plum Tree (2000) wurde in Belgrad beim jugoslawischen Dokumentar- und Kurzfilmfestival für das beste Debüt sowie beim „Golden Knight Film Festival“ in Moskau mit dem „Sonderpreis der Jury für besondere künstlerische Leistungen“ ausgezeichnet. 2003 gewann Arsenijević mit (A)torsion auf der Berlinale den Goldenen Bären in der Sparte Kurzfilm. Im selben Jahr wurde der Film auch für den Kurzfilm-Oscar nominiert.

## Filmografie
Alle Filme als Regisseur und Drehbuchautor, sofern nicht anders angegeben.
Spielfilme
- 2005: Lost and Found – Episode: Fabulous Vera
- 2007: Liebe und andere Verbrechen (original: Ljubav i drugi zločini, engl.: Love and Other Crimes)
- 2021: Der Falke  (Strahinja Banović, internationaler Titel: „As far as I can walk“)

Kurzfilme
- 2002: (A)Torzija / (A)torsion (nur Regie)
- 2002: Mala jutarnja priča

## Auszeichnungen
- (A)torsion:
  - Berlinale 2003: Goldener Bär als Bester Kurzfilm
  - Europäischer Filmpreis 2003: Bester Kurzfilm
- Strahinja Banović:
  - Internationales Filmfestival Karlovy Vary 2021: Kristallglobus (Hauptpreis)[1]